# Новчаница
Новчаница или папирни новац углавном је правоугаони, двострани папир који је издат према закону одређене државе. Представља износ новчане јединице и платно средство. Новчаница или банкнота представља један од главних елемената помоћу којег функционише данашњи финансијски систем злоупотребе природних ресурса. Настала је као меница, односно исправа на основу које је њен доносилац или власник могао преузимати новац и друге драгоцености из за то овлашћених институција (најчешће банака), да би се с временом претворио у најпопуларније средство плаћања, односно валуту у савременом свету. Скупа с кованицама, новчанице чине готовину, односно новац. Док се кованице, са изузетком специјалних комеморативних издања, у правилу користе за мање, дотле се новчанице користе за више новчане износе.
Националне новчанице су често - али не увек - законско средство плаћања, што значи да их судови морају признати као задовољавајућу исплату новчаних дугова. Историјски гледано, банке су настојале да осигурају да увек могу исплате клијенте у кованицама када су представљене новчаницом за плаћање. Ова пракса „подржавања“ новчаница нечим суштинским је била у основи током историје централних банака које своје валуте подржавају у злату или сребру. Данас, већина националних валута нема подршку у племенитим металима или робама и имају вредност само путем декрета. Изузев емисија велике вредности или драгоцених метала које се не циркулишу, кованице се користе за новчане јединице ниже вредности, док се новчанице користе за веће вредности.
Кодекс Хамурабијевог закона 100 (око 1755–1750. п. н. е.) предвиђао је отплату зајма од дужника повериоцу према распореду са роком доспећа наведеним у писаним уговорним одредбама. Закон 122 је прописао да депонент злата, сребра или друге покретне имовине на чување мора све предмете и потписан уговор о кауцији предочити нотару пре него што депонира предмете код банкара, а Закон 123 је прописао да је банкар не сноси било коју одговорност из уговора о јемству ако је нотар порекао постојање уговора. Закон 124 је предвиђао да депонент са уговором о кауцији овереним код нотара има право да откупи целу вредност свог депозита, а Закон 125 је прописао да је банкар одговоран за замену депозита украденог док је у њиховом поседу.
У Кини за време династије Хан, задужнице су се појавиле 118. п. н. е. и биле су направљене од коже. Рим је можда користио постојану лагану супстанцу као задужницу 57. године, примерак које је пронађен у Лондону. Међутим, наводно је Картагина издала новчанице на пергаменту или кожи пре 146. п. н. е. Отуда је Картагина можда најстарији корисник лаганих меница. Прва позната новчаница први пут је развијена у Кини током династија Танг и Сонг, почевши од 7. века. Њени корени били су у трговачким признаницама депозита током династије Танг (618–907), јер су трговци и велетрговци желели да избегну масивни и тешки ковани новац од бакра у великим комерцијалним трансакцијама. Током династије Јуан (1271–1368), Монголско царство је усвојило новчанице. У Европи, појам новчаница је први пут уведен током 13. века заслугом путника попут Марка Пола
, а европске новчанице су се појавиле 1661. године у Шведској.